# 6843 Heremon
6843 Heremon este un asteroid din centura principală de asteroizi.

## Descriere
6843 Heremon este un asteroid din centura principală de asteroizi. A fost descoperit pe 9 octombrie 1975 la Fort Davis de Mulholland, J. D.. El prezintă o orbită caracterizată de o semiaxă mare de 2,44 ua, o excentricitate de 0,18 și o înclinație de 9,3° în raport cu ecliptica.